# Kamienica Królewska we Lwowie
Kamienica Królewska (ukr. Палац Корнякта albo Королівська кам'яниця) – renesansowa kamienica na lwowskim Rynku pod nr. 6, zbudowana w 1580 roku dla greckiego kupca Konstantego Korniakta, później w posiadaniu Jakuba Sobieskiego, a po jego śmierci — króla Jana III Sobieskiego, który przebudował ją na pałacową rezydencję z attyką, okazałymi komnatami i salą audiencjonalną.

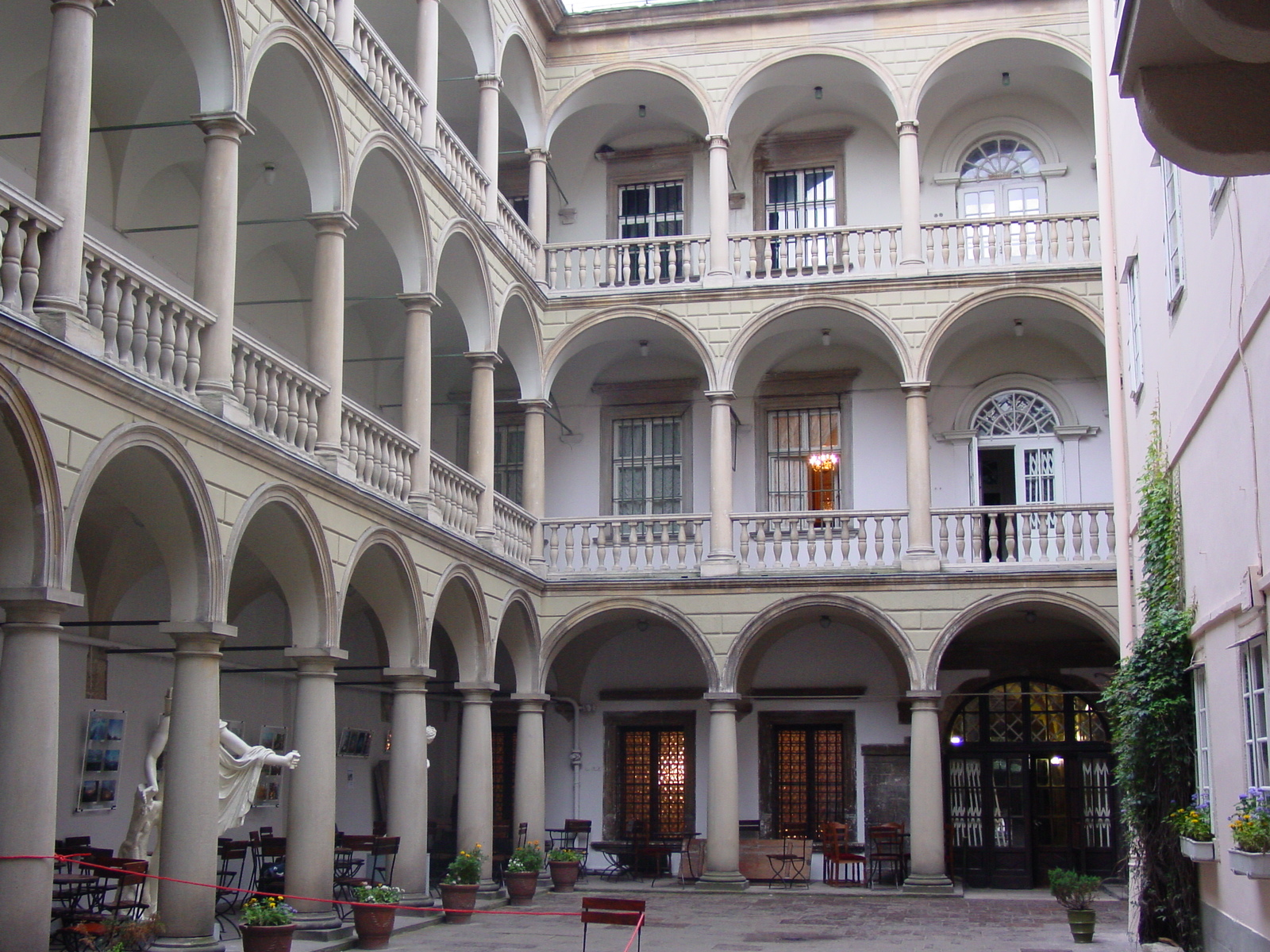
Arkadowy dziedziniec

Kamienica została wybudowana z wykorzystaniem murów dwóch gotyckich kamienic należących do Melchiora Haza. Konstanty Korniakt, który kupił kamienice w 1571 roku, na mocy dekretu Stefana Batorego otrzymał przywilej wybudowania kamienicy o podwójnej szerokości (z sześcioma oknami od rynku).
Prace ukończono w 1580 roku, co potwierdza napis na renesansowym portalu od strony ulicy Blacharskiej 10, na którym widnieją napisy „27 Ap 1580” i „MPEB”. Jest to data zakończenia budowy (18 kwietnia 1580 r.), podpis architekta Petrusa Barbona (Murator Petrus Barbon) i jego gmerk na kluczu łuku. Jest to przypuszczalnie portal z czasów Korniakta z późniejszą tarczą herbową Sobieskich. Portal przeniesiono na tylną elewację być może w XVIII wieku.
W 1623 r. spadkobiercy Korniakta sprzedali budynek zakonowi Karmelitów Bosych. W 1634 przeleżał tutaj miesiąc chory na ospę król Władysław IV Waza. W 1640 r. kamienicę kupił wojewoda bełski Jakub Sobieski, który umieścił na fasadzie herb Janina, a budynek nazywano Kamienicą Sobieskich.
Po śmierci Jakuba Sobieskiego w 1647 roku dom odziedziczył jego syn Jan Sobieski. Od czasu koronacji Jana Sobieskiego na króla Polski w 1674 i dobudowania w 1678 roku do fasady attyki (z posągami króla w koronie i 6 rycerzami) nazywano budynek Kamienicą Królewską. Kamienica uzyskała w czasach Jana Sobieskiego dzisiejszy wygląd zewnętrzny z attyką, i przypuszczalnie w tym okresie powstały arkadowe krużganki od strony wewnętrznego dziedzińca. Dodatkowo, aby pomieścić królewską świtę, dom połączono portalem z sąsiednią kamienicą nr 7. W dniu 21 grudnia 1686 roku król Jan III Sobieski zaprzysiągł tutaj traktat pokojowy Rzeczypospolitej z Rosją (tzw. traktat Grzymułtowskiego).
W 1724 roku kamienicę kupił hetman Stanisław Mateusz Rzewuski, który w niej zmarł w 1728. W 1804 r. Józef Rzewuski sprzedał kamienicę wraz z całym wyposażeniem i zbiorami Aleksandrowi Chodkiewiczowi. W 1816 roku kamienicę kupiła księżna Helena Ponińska z Gurskich z Czerwonogrodu, która dokonała pewnych zmian w wyglądzie fasady.
W 1820 roku dobudowano po prawej stronie dziedzińca oficynę (zburzoną po 1928 roku). Mniej więcej w tym samym czasie na fasadzie głównej zamontowano nietypowy dla architektury renesansowej żeliwny balkon. W 225. rocznicę zwycięstwa pod Wiedniem 12 września 1908 r. w kamienicy otworzono Muzeum Narodowe im. króla Jana III, które działało do czasu zajęcia Lwowa przez Rosjan w 1939 roku. W okresie II Rzeczypospolitej przeprowadzono w latach 1926-1931 prace rekonstrukcyjne renesansowych krużganków wg projektu architekta Ludomiła Gyurkovicha.

W czasie okupacji Lwowa przez ZSRR w 1940 roku Muzeum Narodowe im. Jana III i Muzeum Historyczne miasta Lwowa zostały połączone w jedną instytucję − Lwowskie Muzeum Historyczne, które mieści się w kamienicy.

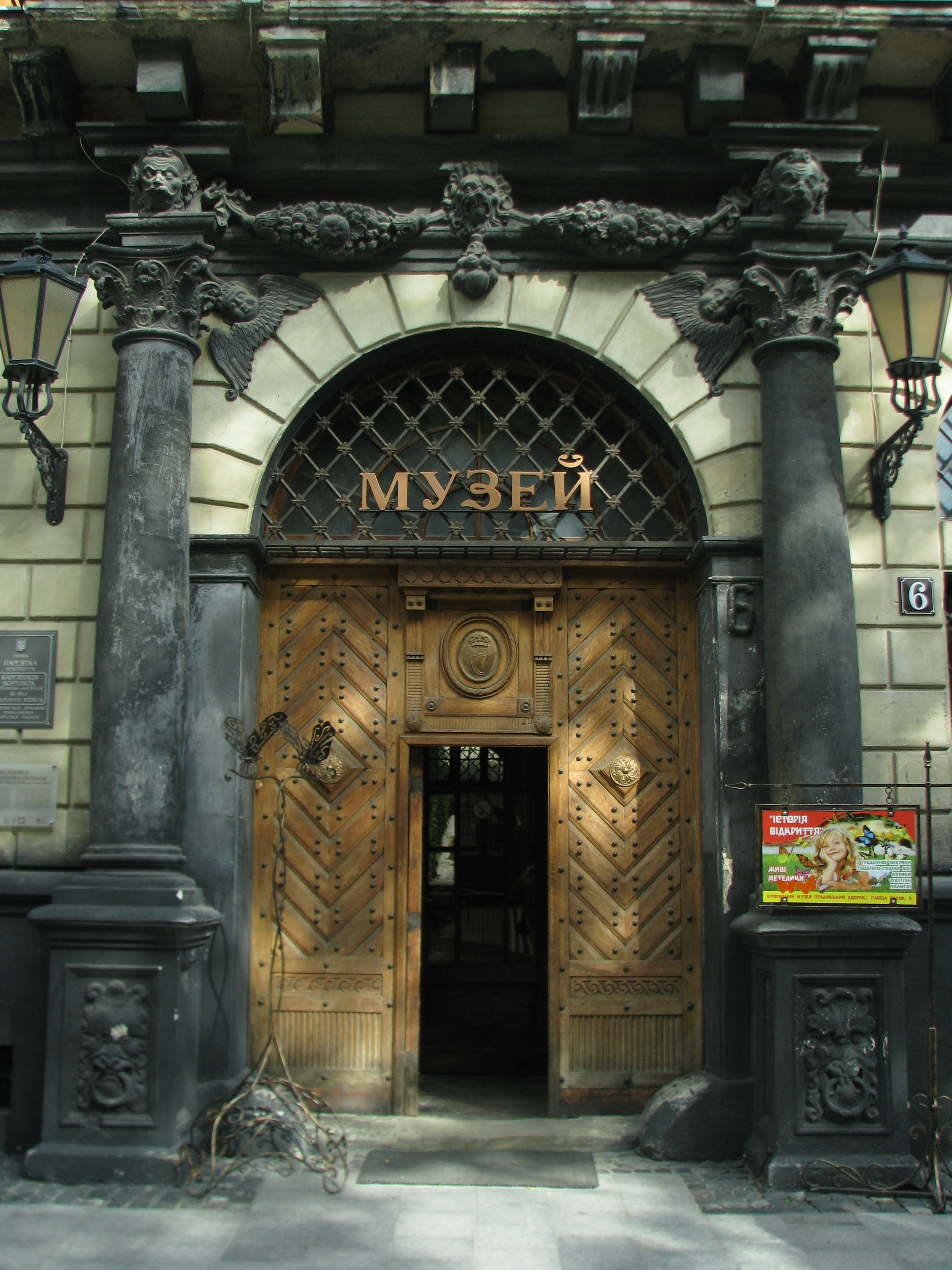
Portal wejściowy od strony rynku
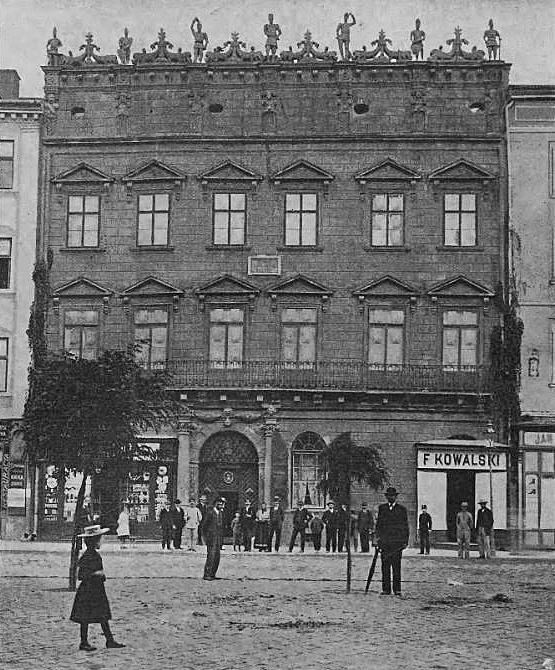
Kamienica Królewska w 1905 r.
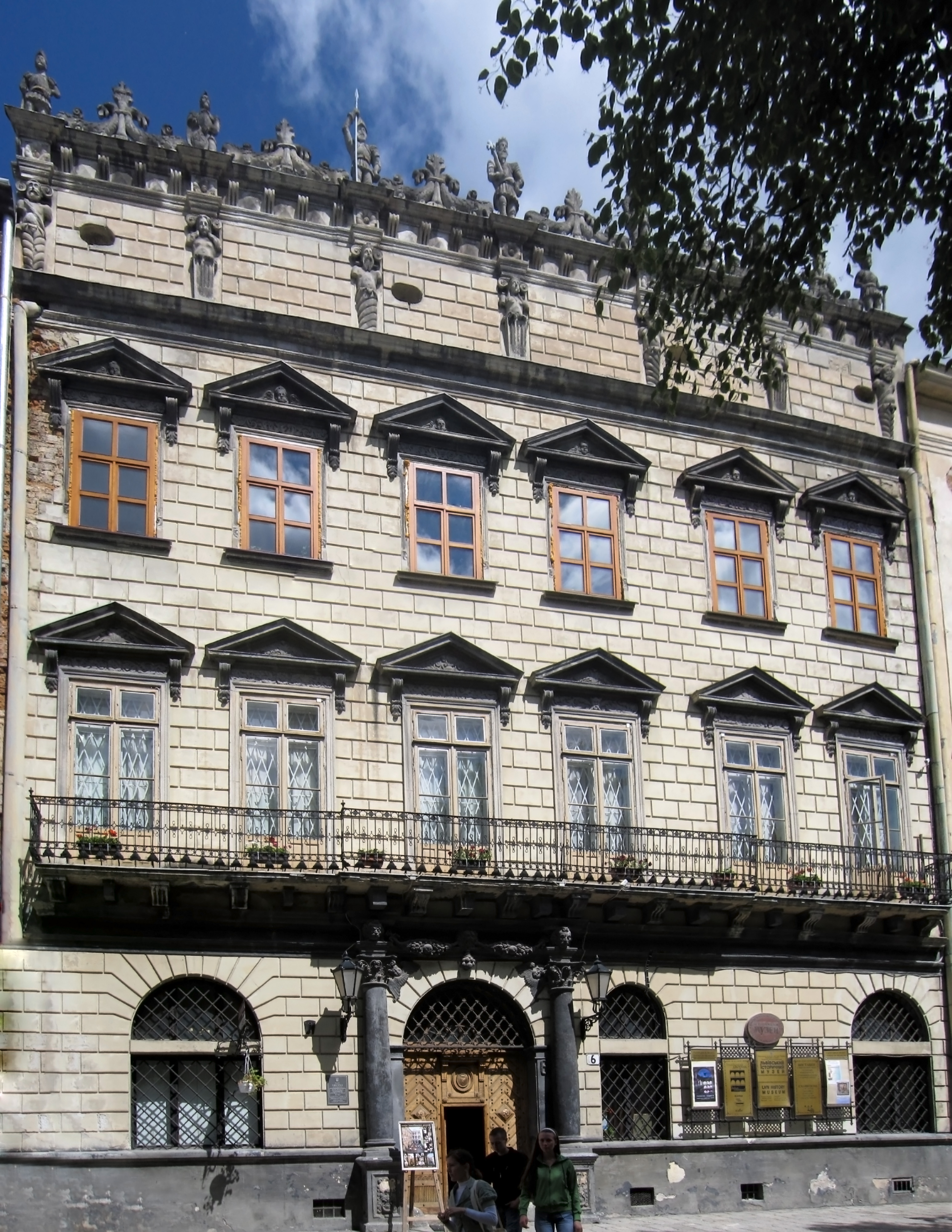
Fasada
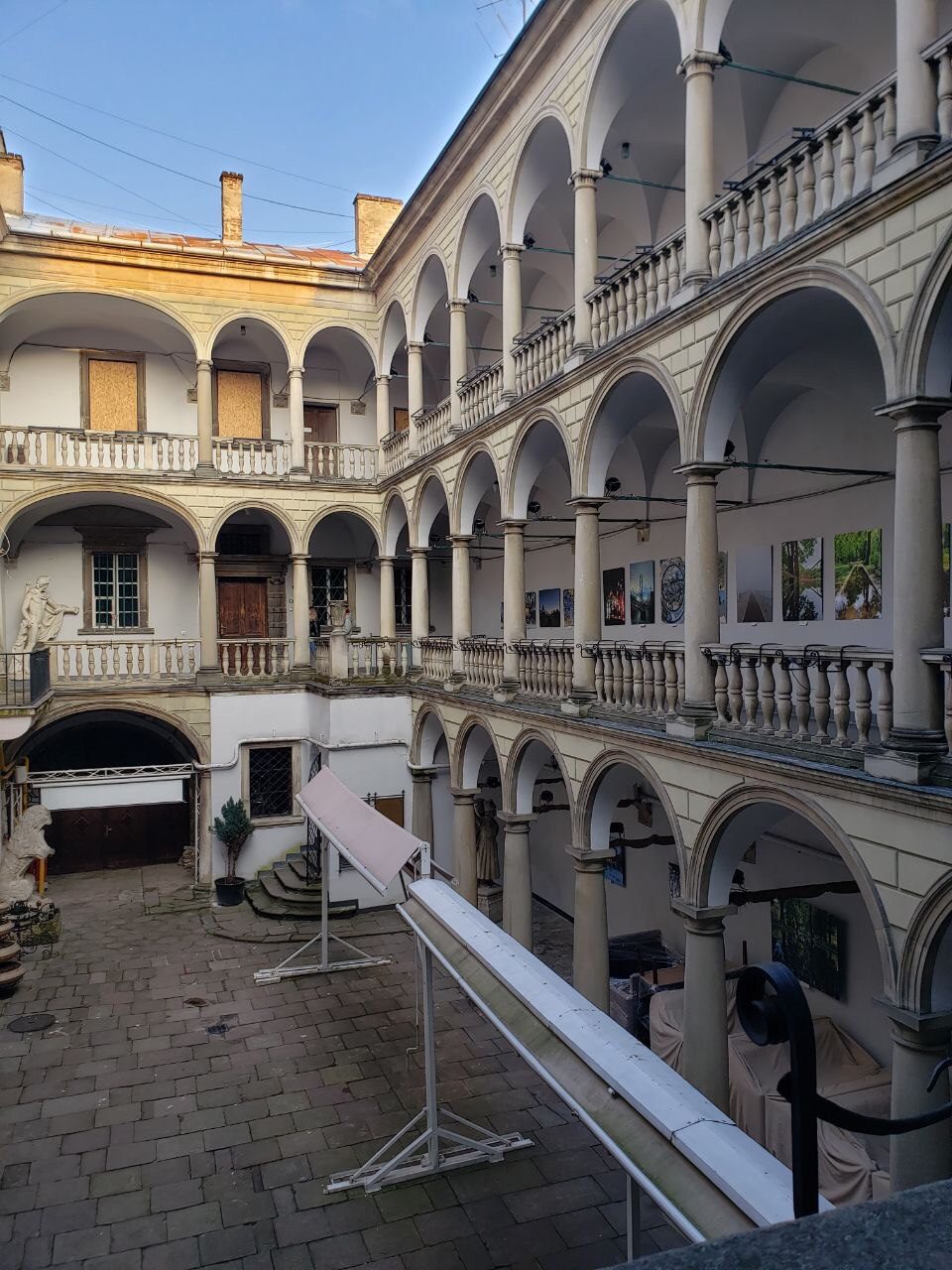
Krużganki na dziedzińcu
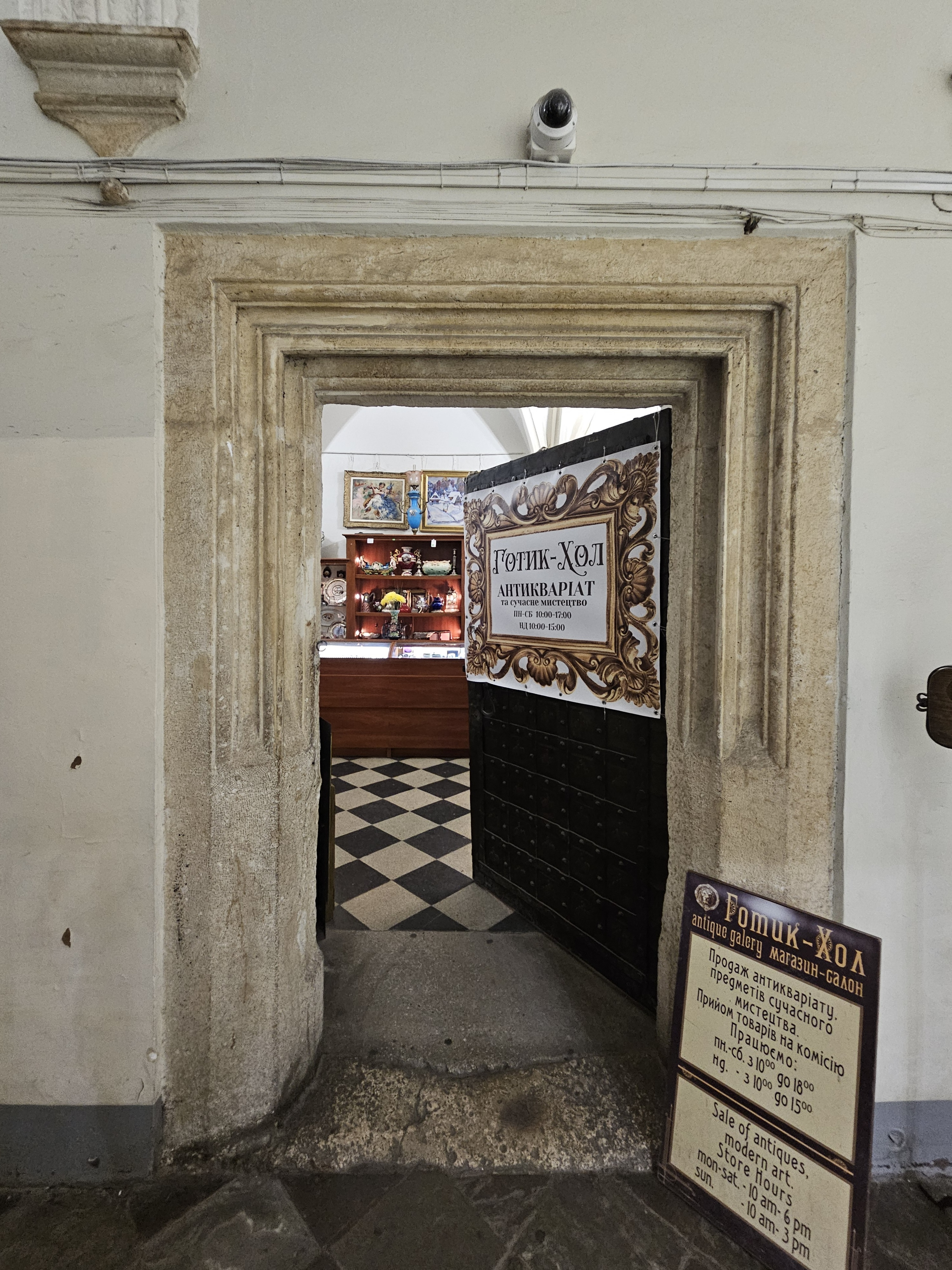
Portal gotycki
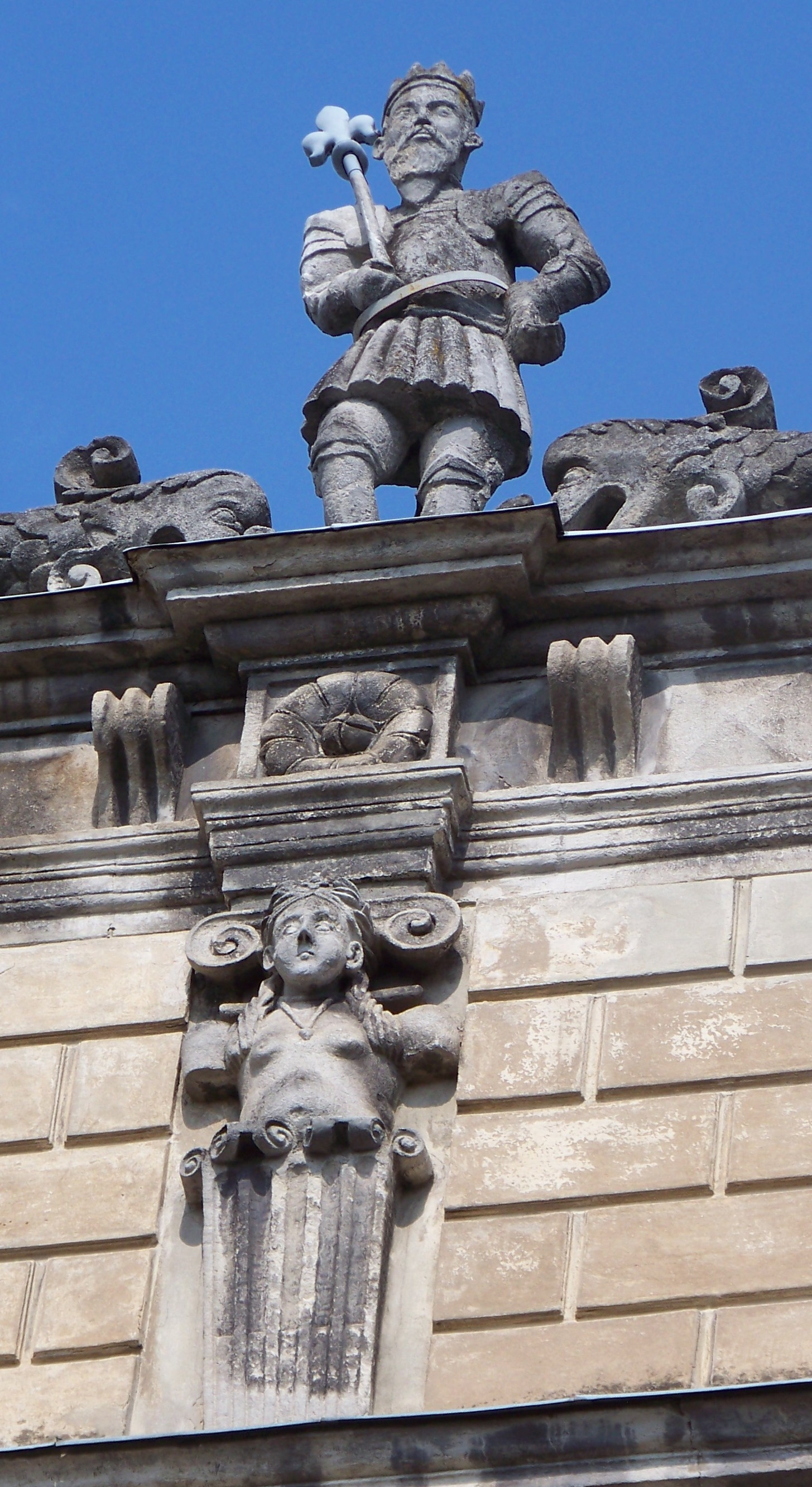
Figura króla na attyce z czasów Jana Sobieskiego
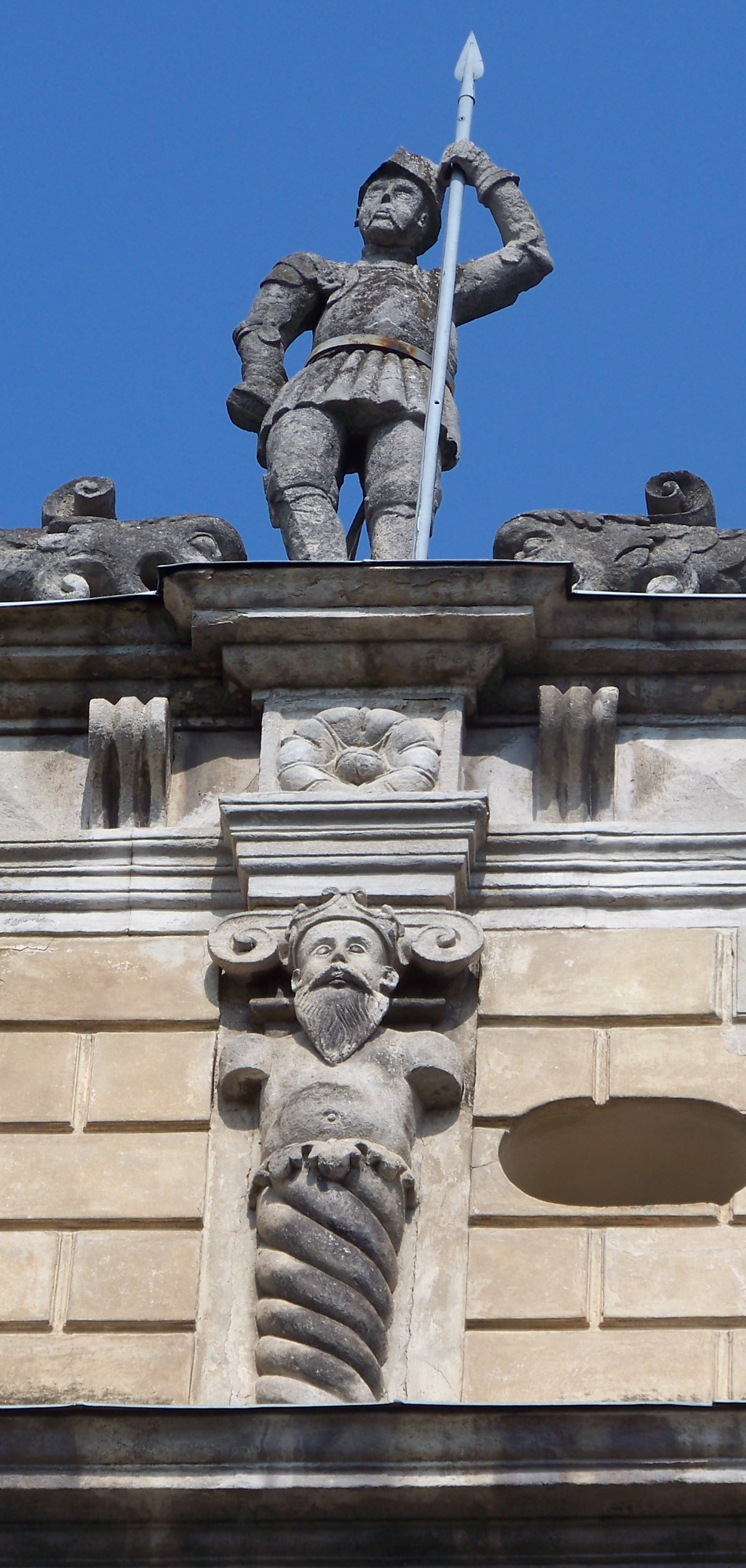
Figura rycerza z pierwotnie halabardą na attyce z czasów Jana Sobieskiego
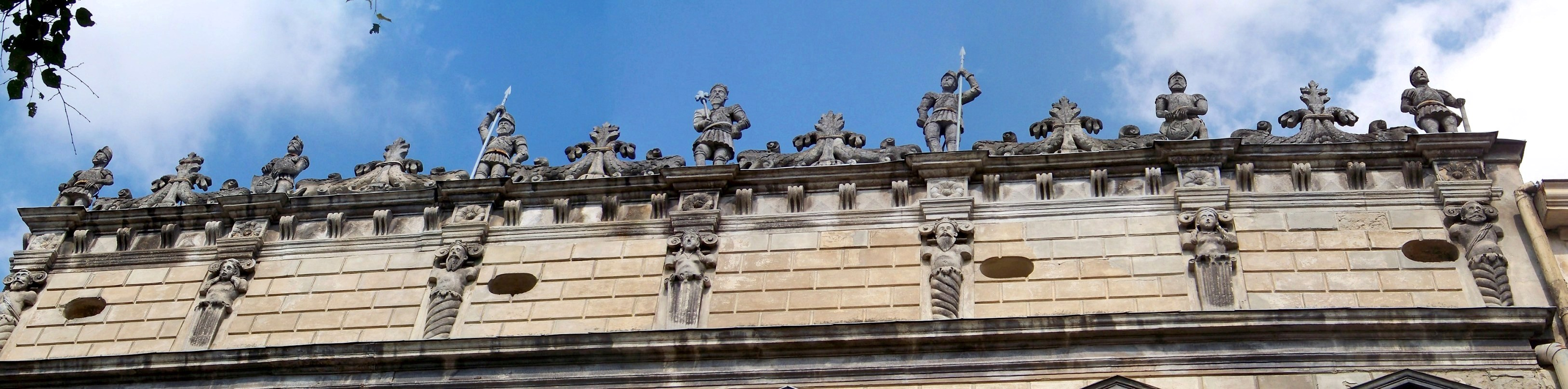
Attyka z 2. połowy XVII wieku